# 卧茎唇柱苣苔
卧茎唇柱苣苔（学名：Chirita lachenensis）为苦苣苔科唇柱苣苔属下的一个种。其种加词“lachenensis”意为“印度锡金邦拉金镇的”。
现接受名为卧茎汉克苣苔（Henckelia lachenensis (C.B.Clarke) D.J.Middleton & Mich.Möller）。